# José Landazabal
José Landazabal Uriarte, plus connu comme Lakatos,  né le 7 janvier 1899 à Durango (Pays basque, Espagne) et mort le 5 février 1970 à Bilbao, est un footballeur espagnol qui jouait au poste d'attaquant.

## Biographie
Son surnom de "Lakatos" provient de sa grande ressemblance avec le footballeur hongrois de Ferencvaros, Imre Schlosser-Lakatos. 
À l'âge de 15 ans, il joue avec le SD Eibar. En 1917, il est recruté par l'Athletic Bilbao. 
Entre 1918 et 1920, il joue au FC Barcelone où il forme l'attaque avec Paulino Alcántara et Vicente Martínez Duart. Il dispute un total de 53 matchs et marque 33 buts. L'arrivée de Félix Sesúmaga le relègue au second plan. Il part alors au FC Martinenc (1920-1923).
En 1923, il signe avec l'Espanyol Barcelone. Il y reste une saison avant de revenir au FC Martinenc.
Il joue ensuite au Gimnàstic de Valence, au Patria de Saragosse puis met un terme à sa carrière avec Plentzia.